# جورج لويد (طيار بطل)
جورج لويد (بالإنجليزية: George Lloyd)‏ هو طيار بطل جنوب أفريقي، ولد في 1 أكتوبر 1892 في رودسيا الجنوبية، وتوفي في 15 يوليو 1955 في بيكسكيل في الولايات المتحدة.